# Hermival-les-Vaux
Hermival-les-Vaux – miejscowość i gmina we Francji, w regionie Normandia, w departamencie Calvados.
Według danych na rok 1990 gminę zamieszkiwały 673 osoby, a gęstość zaludnienia wynosiła 49 osób/km² (wśród 1815 gmin Dolnej Normandii Hermival-les-Vaux plasuje się na 336. miejscu pod względem liczby ludności, natomiast pod względem powierzchni na miejscu 289.).